# جی‌ای-۴۳
جی‌ای-۴۳ (به انگلیسی: General_Aviation_GA-43) یک هواگرد ملخ‌پیشین تک‌موتوره از نوع مسافربری ساخت شرکت General Aviation است. هواگرد جی‌ای-۴۳ نخستین پروازش را در ۲۲ مه ۱۹۳۲ میلادی انجام داد. در مجموع، تعداد ۵ فروند از این هواگرد ساخته شده‌است.
طراح این هواگرد، Virginius E. Clark بود.